# Statua di generale da Tivoli
La statua del Generale da Tivoli è una scultura romana in marmo (h. 118 cm) datata tra il 90 ed il 70 a.C., oggi conservata al Museo nazionale romano di palazzo Massimo di Roma.

## Storia e descrizione
La statua fu rinvenuta nel 1925 tra le rovine del Tempio di Ercole a Tivoli. Mancano la parte superiore della testa, la spalla e il braccio destro, oltre alla gamba destra del ginocchio in giù.
Questa statua appartiene al filone realista italico di epoca repubblicana, dove viene rappresentata l'immagine di un uomo maturo, sul cui volto appaiono profonde rughe, in nudità eroica.
Qui è rappresentato un generale dell'esercito romano, avvolto nel suo mantello che scende dalla spalla sinistra fino a cingere i fianchi. La statua è sorretta da una corazza, posta ai suoi piedi, con un bel Gorgoneion al centro. È probabile che la statua fosse appoggiata ad una lancia, tenuta nella destra, secondo uno schema tipologico ellenistico.
La testa risulta leggermente inclinata verso la spalla destra, le rughe profonde sulla fronte, gli occhi piccoli e infossati, la bocca dischiusa, danno idea di un carattere estremamente forte e volitivo. Questi tratti sono però in contrasto con la poderosa muscolatura del corpo, in uno schema tipicamente ellenistico di figura eroizzata. In questa scultura si fondono pertanto la corrente verista italica e quella tardo-ellenistica.

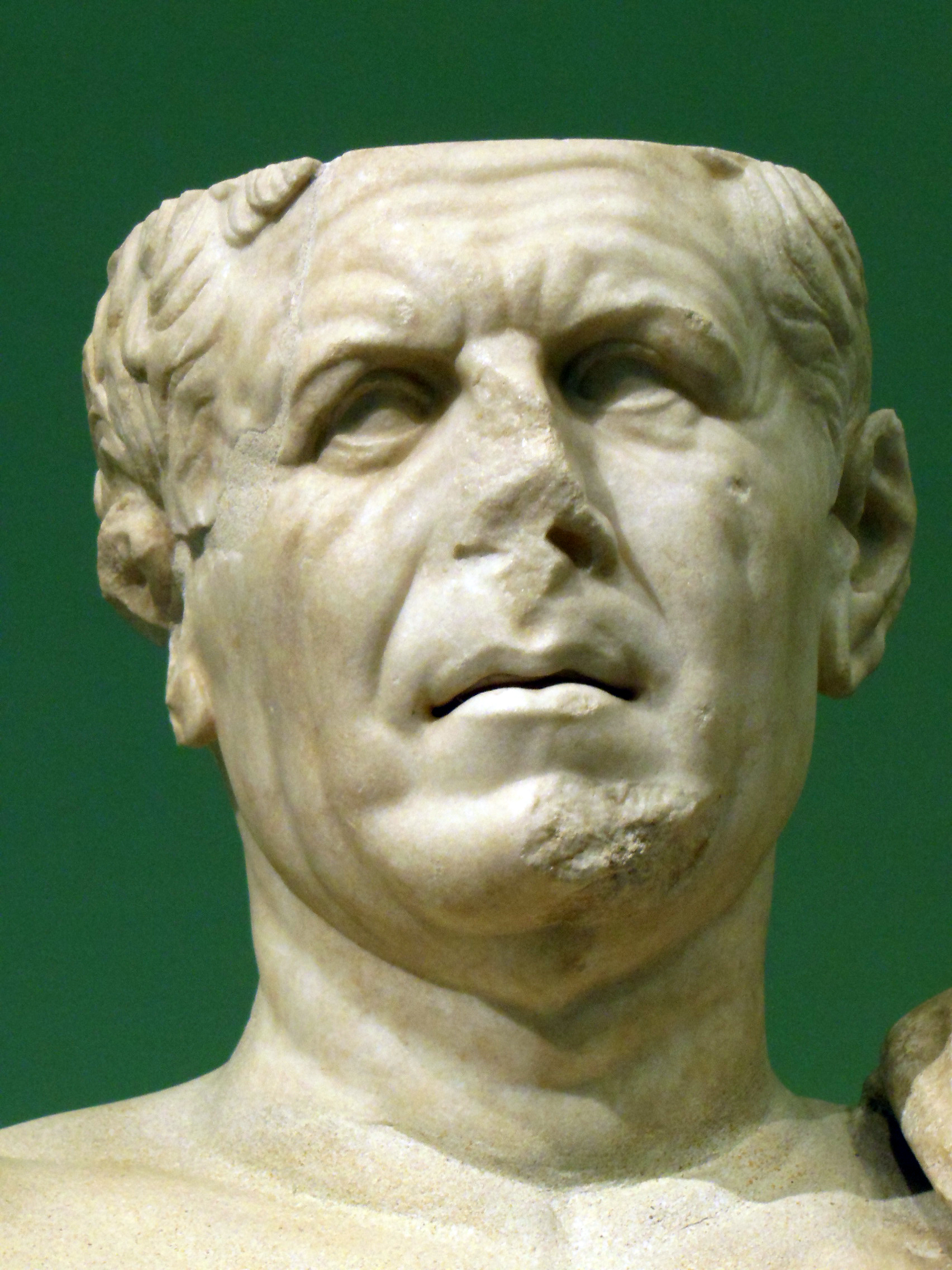
Dettaglio del volto del generale da Tivoli
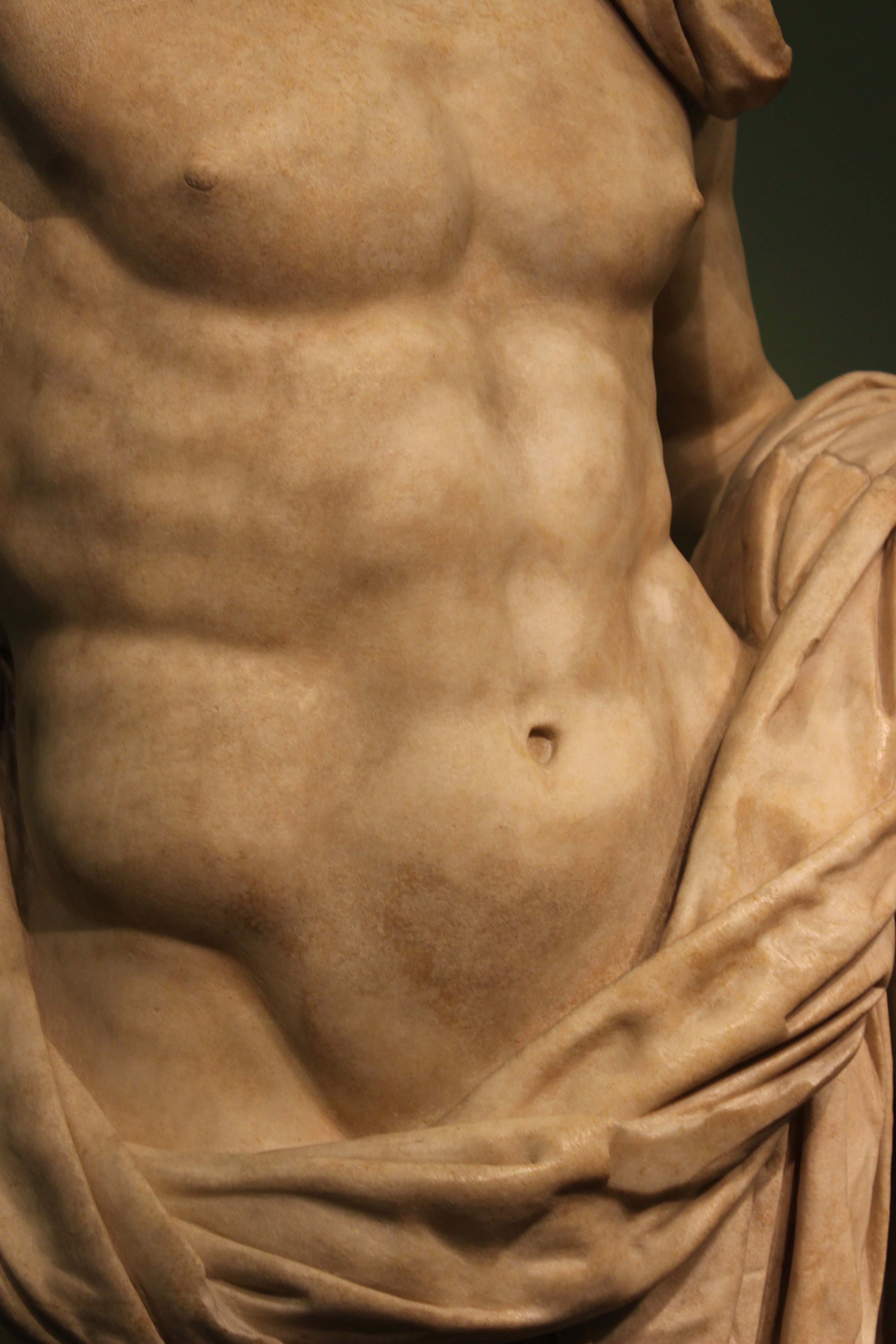
Busto nudo del generale
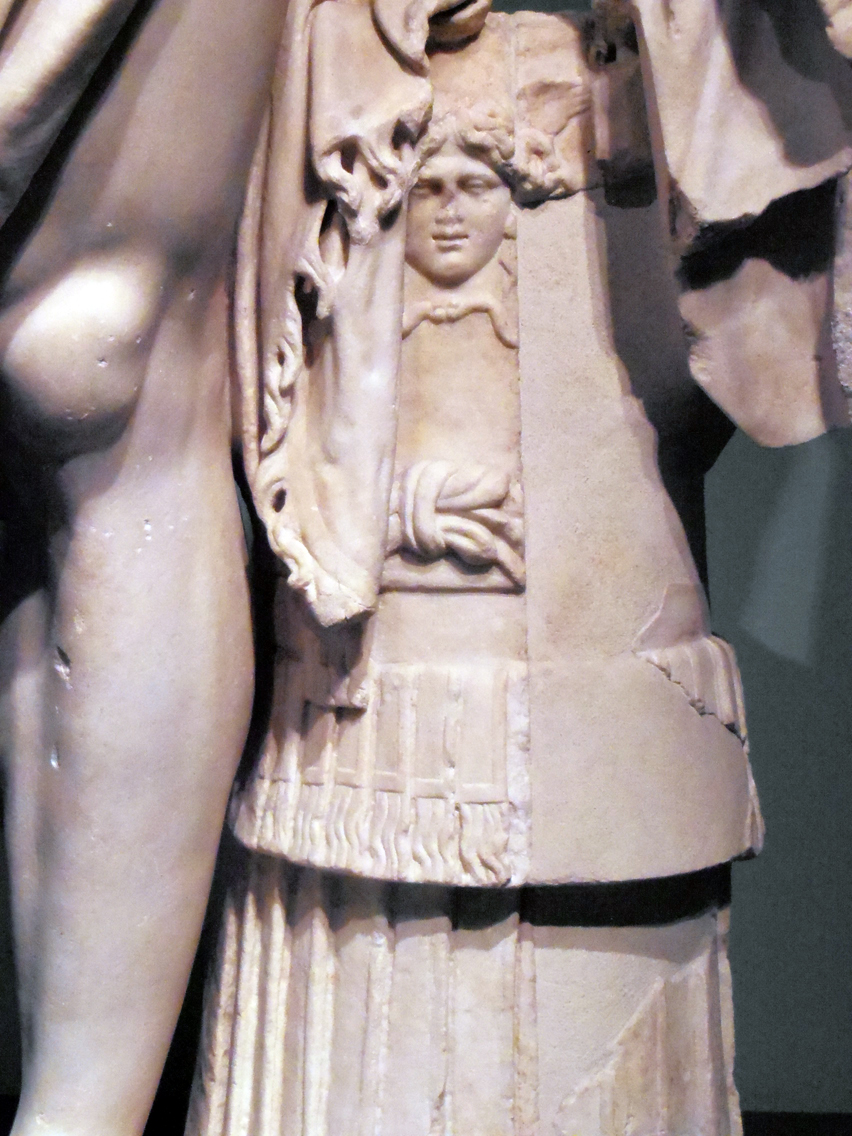
Dettaglio della corazza del generale con al centro un Gorgoneion